# D.O.A. (Death of Auto-Tune)
D.O.A. (Death of Auto-Tune) è un brano musicale hip hop scritto e interpretato da Jay-Z e prodotto da No I.D.. Il brano è stato pubblicato in formato digitale come primo singolo estratto da The Blueprint 3.

## Il brano
D.O.A. (Death of Auto-Tune) è stata trasmessa in anteprima negli Stati Uniti il 5 giugno 2009. Tema del brano è l'eccessivo ricorso dell'industria musicale all'Auto-Tune. La canzone campiona il brano In the Space dei compositori Janko Nilović e Dave Sarkys, mentre il ritornello è ispirato a Na Na Hey Hey Kiss Him Goodbye degli Steam.
La canzone ha permesso a Jay-Z di vincere il suo ottavo Grammy Award, il secondo nella categoria "miglior performance rap".

## Il video
Il video musicale prodotto per D.O.A. (Death of Auto-Tune), diretto da Anthony Mandler, è stato girato e distribuito immediatamente dopo i BET Awards del 2009, il 28 giugno. Il video mostra Jay-Z in diversi ambienti, come in una fattoria abbandonata, in un bar, o mentre gioca a carte. Nel video compaiono in un cameo l'attore Harvey Keitel e il giocatore di basket LeBron James.
Il video è stato nominato agli MTV Video Music Awards 2009 nelle categorie "miglior video maschile" e "miglior video hip hop", ma ha perso rispettivamente contro Live Your Life di T.I. e We Made You di Eminem.

## Tracce
Promo - CD-Single Atlantic - (Warner)
1. D.O.A. (Death Of Auto-Tune) - 4:16

## Classifiche
| Classifica (2010)                    | Posizione più alta |
| ------------------------------------ | ------------------ |
| Official Singles Chart               | 79                 |
| U.S. Billboard Hot 100               | 24                 |
| U.S. Billboard Hot R&B/Hip-Hop Songs | 43                 |
| U.S. Billboard Hot Rap Tracks        | 15                 |
| U.S. Billboard Rap Songs             | 5                  |